# Limba sardă

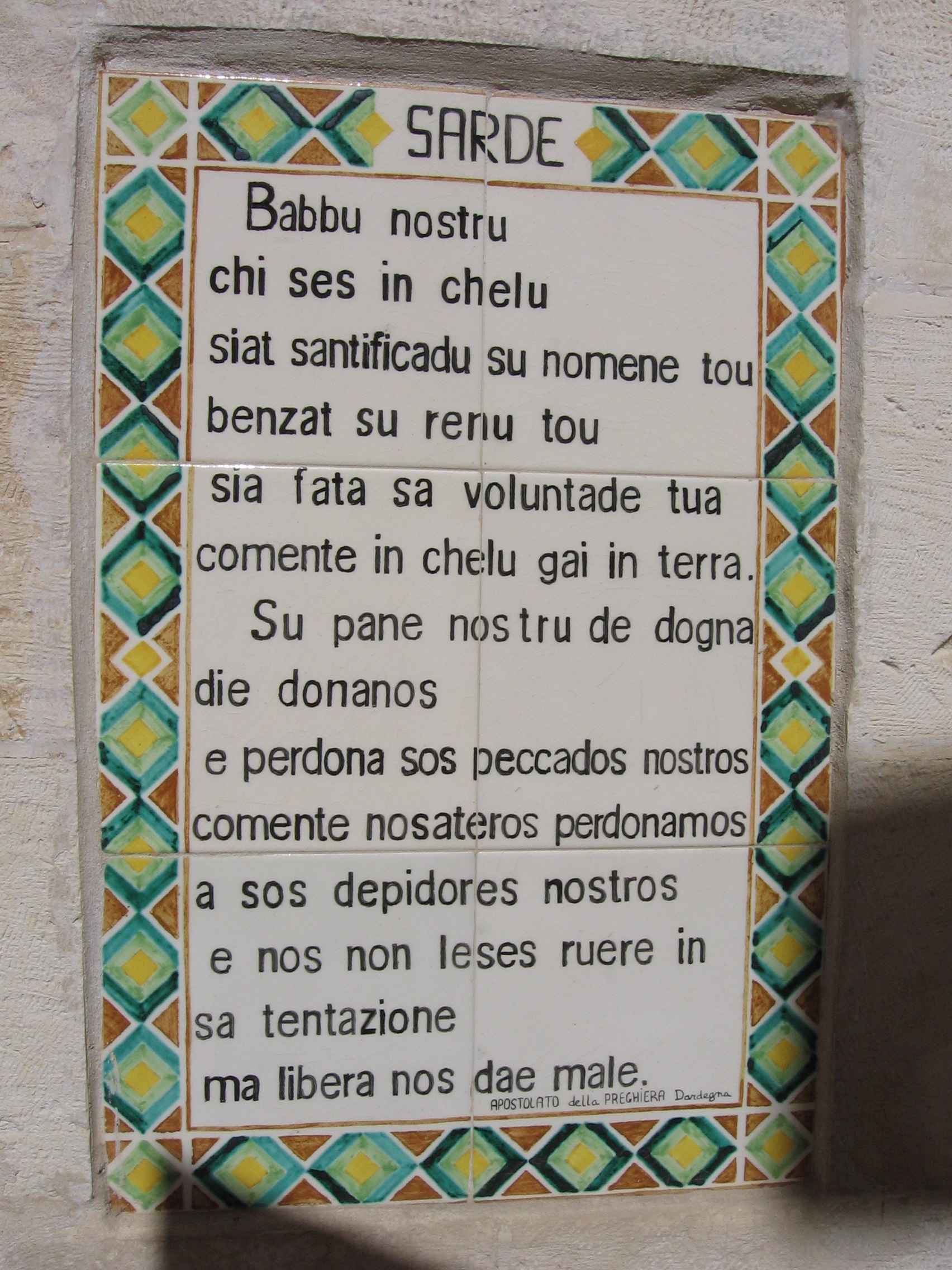
Rugăciunea Tatăl nostru (Babbu nostru, în sardă), în Biserica Pater Noster din Ierusalim.

Limba sardă (în sardă: limba sarda) este principala limbă vorbită în Sardinia, Italia și este considerată a fi cea mai conservatoare limbă romanică.
Datorită acestei istorii a insulei, care a fost izolată de continent pentru mii de ani, și doar în vremurile recente a fost mai ușor de comunicat cu continentul, a fost posibil să se mențină anumite caracteristici ale limbii latine vulgare arhaice dispărute în alte zone.
Una din caracteristicile acestei limbi este lipsa cuvintelor de origine greacă, care sunt prezente în toate celelalte limbi romanice.
De asemenea, limba sardă are și multe cuvinte care sunt mai apropiate de cele din limba română decât de latină sau italiană, deși influența acestor două limbi exercitată asupra sarzilor a durat sute de ani.
De exemplu : 
| Sardă       | Română     | Aromână  | Italiană |
| ----------- | ---------- | -------- | -------- |
| agiutoriu   | ajutor     | agiutoru | aiuto    |
| abba        | apă        | apã      | acqua    |
| cantigu     | cântec     | cãnticu  | canzone  |
| limba       | limba      | limba    | lingua   |
| giosso      | jos (gios) | giosu    | giu      |
| tacca       | pată       |          | macchia  |
| piticu, -ca | pitic, -ca | ficiu    | piccolo  |
| domo        | casă       | casã     | casa     |

### Istorie și influențe
Sardinia a fost colonizată de sarzi, care au migrat, ca și latinii din regiunea Dunării. A fost cucerită de Romani în 238 î.Hr., dar nu va fi considerată ca o provincie importantă și va fi părăsită, astfel că în secolul V, vandalii se vor așeza în această insulă, fiind apoi urmați de arabi. Aceștia vor avea o influență mică asupra limbii. 
Insula va fi apoi sub influența Imperiului Bizantin, Spaniei, limba spaniolă influențând puternic limba, în special în domeniul administrativ.
Din 1861, Sardinia va fi atașată Italiei, dar în 1948 va o obține o oarecare autonomie, rămânând o regiune a Italiei.

## Răspândire
Dialectele tradiționale ale limbii sarde se folosesc pe tot teritoriul Sardiniei cu excepția orașelor Algguer unde se vorbește o catalană veche și în San Pietro și San Antioco unde se vorbesc un grai al limbii ligure.

## Dialecte
Limba sardă propriu-zisă se împarte în două dialecte:
- sardă logudoreză (sardu logudoresu) care este vorbită în jumătatea nordică a insulei și care cuprinde la rândul său două graiuri printre care și sarda nogureză, graiul cel mai conservator al limbii sarde care se aseamănă cel mai bine cu limba latină dintre toate limbile romanice.
- sardă campidaneză (sardu campidanesu) este dialectul cu cei mai mulți vorbitori și este răspândit în jumătatea sudică a insulei.

Dialectele sasarez (sassaresu) și galurez (gadduresu), în mod tradițional sunt considerate dialecte ale limbii sarde dar ca structură gramaticală se aseamănă mai mult cu limba corsicană. Dialectul galurez este vorbit în extremitatea nord-vestică a insulei și este înrudit cu graiurile meridionale ale limbii corsicane. Dialectul sasarez este vorbit în extremul nord-vest al Sardinei și reprezintă o formă de trecere de la dialectul galurez la cel logudorez.

## Recunoaștere oficială
Limba sardă a fost recunoscută prin legea regională Nº 26 din 15 octombrie 1997 ca a doua limbă oficială a Sardinei, după limba italiană. 
Codurile ISO 639-3 sunt:
- pentru sarda capidaneză "sro"
- pentru sarda logudoreză "src"
- pentru dialectul galurez "sdn"
- pentru dialectul sasarez "sdc"

## Comparații lexicale
Numerele în dialectele Continuum dialectal sardo-corsican din Sardinia:
| GLOSA | Sardă                   | Sardă                   | Corsicană           | Corsicană           |
| GLOSA | Logudoreză              | Campidaneză             | Galureză            | Sasareză            |
| ----- | ----------------------- | ----------------------- | ------------------- | ------------------- |
| '1'   | unu / una unu / una     | unu / una unu / una     | unu / una unu / una | unu / una unu / una |
| '2'   | duɔs / duas duos / duas | duzu / duas duus / duas | dui                 | dui                 |
| '3'   | tɾɛs tres               | tɾɛsi tresi             | tɾe tre             | tɾe tre             |
| '4'   | batˑɔɾ bat(t)or         | kwatˑɾˑu cuat(t)ru      | katːɾu cuattru      | kwatːɾu quattru     |
| '5'   | kimbɛ chimbe            | ʧiŋku cincu             | ʧiŋku cincu         | ʦiŋku tzincu        |
| '6'   | sɛs ses                 | sɛsi ses                | sɛi sei             | sɛi sei             |
| '7'   | sɛtˑɛ set(t)e           | sɛtˑi set(t)i           | sɛtːi setti         | sɛtːi setti         |
| '8'   | ɔtˑɔ ot(t)o             | ɔtˑu ot(t)u             | ɔtːu ottu           | ɔtːu ottu           |
| '9'   | nɔɛ noe                 | nɔi noi                 | nɔi noi             | nɔβi nobi           |
| '10'  | dɛɣɛ deghe              | dɛʒi dexi               | dɛʧi deci           | dɛʧi deci           |
Dialectele logurdanez și campidanez se disting pentru că au forme de masculin și feminin pentru numerele '1' și '2'.
Tabel de comparație între limbile romanice: 
| Latină                            | Franceză  | Asturiană | Italiană  | Spaniolă | Occitană         | Catalană | Aragoneză       | Portugheză | Galiciană | Română                                 | Sardă               | Retică/Reto-Romană | Corsicană         | Siciliană        |
| CLAVE                             | clef/ clé | llave     | chiave    | llave    | clau             | clau     | clau            | chave      | chave     | cheie                                  | crai/ jae           | clav               | chjave/ chjavi    | chiàvi           |
| NOCTE(M)                          | nuit      | nueche    | notte     | noche    | nuèit/ nuèch     | nit      | nueit           | noite      | noite     | noapte                                 | notti               | notg/not           | notte/notti       | notti            |
| CANTARE                           | chanter   | cantar    | cantare   | cantar   | cantar           | cantar   | cantar          | cantar     | cantar    | cântare                                | cantai              | chant/cant         | cantà             | cantàri          |
| CAPRA                             | chèvre    | cabra     | capra     | cabra    | cabra/ craba     | cabra    | craba           | cabra      | cabra     | capra                                  | craba               | chavra             | capra             | capra            |
| LINGUA                            | langue    | llingua   | lingua    | lengua   | lenga/ lengua'   | llengua  | luenga          | língua     | lingua    | limbă                                  | lingua/ limba       | lingua             | lingua            | lingua           |
| PLATEA                            | place     | plaza     | piazza    | plaza    | plaça            | plaça    | plaza           | praça      | praza     | piață                                  | pratza              | plazza/plaz        | piazza            | chiazza          |
| PONTE(M)                          | pont      | ponte     | ponte     | puente   | pònt             | pont     | puent           | ponte      | ponte     | pod[2] punte: „pod îngust”, „pasarelă” | ponti               | punt               | ponte/ ponti      | ponti            |
| ECCLESIA,BASILICA(classical Lat.) | église    | ilesia    | chiesa    | iglesia  | glèisa           | església | ilesia          | igreja     | igrexa    | biserică                               | cheja/creia/ cresia | basilegna          | ghjesgia          | cresia           |
| HOSPITALE(M)                      | hôpital   | hospital  | ospedale  | hospital | espital/ espitau | hospital | espital         | hospital   | hospital  | spital[3] clinică[4]                   | ispidale            | hospital/clinica   | spedale/ uspidali | spitàli          |
| CASEUS lat. vulg.FORMATICU(M)     | fromage   | quesu     | formaggio | queso    | formatge         | formatge | formache/ queso | queijo     | queixo    | brânză[5] caș                          | casu                | chaschiel          | casgiu            | furmàggiu/ caciu |